# فايز مرزوق
فايز مرزوق، لاعب كرة قدم كويتي سابق، ومدرب كرة قدم سابق.
و قد كان يلعب في نادي اليرموك، وقد سجل هدف في نهائي كأس الأمير 1969/1970.